# Таллин-Вяйке (локомотивное депо)
Таллин-Вяйке — локомотивное депо эстонских железных дорог, принадлежащее компании Edelaraudtee.

## История
Изначально депо Таллин-Вяйке было открыто в ноябре 1930 года для обслуживания узкоколейной железнодорожной сети Эстонии. На территории депо имелся круг для оборота локомотивов. Обслуживание узкоколейной техники продолжалось до 1971 года, когда все магистральные узкоколейные линии были перешиты на широкую колею.
В 1991 году депо было выведено из подчинения депо Таллин-Копли и стало самостоятельным. В 2008 году в связи с реорганизацией депо Таллин-Копли в Таллин-Вяйке были переданы все дизельные поезда и тепловозы, ранее приписанные к ТЧ Таллин-Копли.
В 1997 году после реорганизации железнодорожной компании EVR депо отошло к компании Edelaraudtee, обслуживающей перевозки дизель-поездами в пределах Эстонии и поездами дальнего следования.

## Тяговые плечи
По состоянию на 2011 год тяговыми плечами депо являются почти все линии железных дорог Эстонии, за исключением некоторых подъездных веток к морским портам Эстонии.

## Подвижной состав
До 2013 года к депо приписаны все дизель-поезда, обслуживающие внутриэстонские железнодорожные маршруты (ДР1А). После передачи дизельных маршрутов Elron выведенные из эксплуатации ДР1А продаются в другие страны бывшего СССР (большая часть продаж — в Латвию, один поезд был продан КТЖ, ещё один готовится к перегонке в Таджикистан. Также часть ДР1А переоборудованы в путеизмерители Edelaraudtee. До 2008 года эксплуатировались и дизельные поезда Д1. Также к депо Таллин-Вяйке приписаны все тепловозы ТЭП70 компании GoRail, а также несколько манёвровых тепловозов ЧМЭ3Т и грузовых 2М62.